# Belgisch kampioenschap tijdrijden

De Belgische kampioenentrui

Het Belgisch kampioenschap tijdrijden is een jaarlijkse tijdrit in België waar gereden wordt voor de nationale titel. Het kampioenschap wordt verreden in verschillende categorieën. De winnaar krijgt een gouden medaille en het recht om voor het volledige jaar de Belgische kampioenentrui te dragen tijdens de tijdritten van de respectievelijke categorie.

## Categorieën

### Heren
- Elite met contract
- Elite zonder contract
- Beloften
- Junioren
- Nieuwelingen
- Aspiranten

### Dames
- Elite
- Junioren
- Nieuwelingen
- Aspiranten